# Müller (futebolista)
Luís Antônio Corrêa da Costa, mais conhecido como Müller (Campo Grande, 31 de janeiro de 1966), é um ex-futebolista brasileiro, que atuava como atacante.
Jogou três Copas do Mundo e fez parte do elenco da Seleção Brasileira que foi tetracampeã, em 1994.
Atualmente é comentarista esportivo na TV Gazeta, tendo antes passagens por Band, SporTV e RecordTV.

## Carreira

### Jogador
Aos 16 anos foi trazido pelo irmão mais velho José Edmur, que jogava no São Paulo, para se unir ao juvenil do time. O seu apelido acabaria sendo herdado do irmão, que era conhecido por Müller como corruptela do seu apelido em Campo Grande, "Mulo".
Müller chegou ao São Paulo em 1984, estreando no Paulista daquele ano; mas foi em 1985, no time do técnico Cilinho, conhecido como os Menudos do Morumbi, que ele passou a ter destaque. Foi campeão paulista em 1985 e após a Copa do Mundo de 1986, voltou a se destacar e continuou a ótima parceria com Careca na conquista do Brasileirão de 1986, marcando 11 gols na competição. Viria a ser campeão paulista novamente em 1987.
Após o título, se transferiu para o Torino. Müller começou a temporada no banco, por escolha do técnico Luidi Radice, mas ganhou a titularidade após marcar um gol contra a Fiorentina, na 4ª rodada. Na primeira temporada, marcou 11 gols na Serie A, foi o artilheiro do time na competição e um dos principais marcadores no campeonato, apesar da queda do Torino para a segunda divisão. Sua primeira temporada foi marcada também pelos problemas extracampo, como brigas com a esposa, a ex-chacrete Jussara Mendes, presenças em boates, atrasos nos treinos e um suposto pedido de 2,5 milhões de cruzados novos para “evitar” o rebaixamento.
O início de temporada do Torino na Serie B foi arrasador e no final da temporada, o brasileiro novamente foi artilheiro da equipe, com 11 gols.
Depois da fraca campanha brasileira no Mundial de 1990 e do desejo de voltar ao Brasil, Müller teve participação discreta e deixou o time com a temporada ainda em andamento, com sete jogos realizados e apenas dois gols marcados.
Faria novamente sucesso no São Paulo, pelo qual foi campeão brasileiro em 1991, bicampeão da Libertadores em 1992 e 1993 e do Copa Intercontinental também em 1992 e 1993. Marcou o gol do título contra o Milan, de costas, num lance histórico para a torcida são-paulina, no finalzinho do jogo, garantindo o bicampeonato. Ainda pelo São Paulo foi campeão paulista em 1991 e 1992 e da Supercopa da Libertadores de 1993.
No período em que vestiu a camisa 7 do São Paulo tornou-se o sétimo maior artilheiro da história do clube, com 160 gols em 387 partidas e ídolo dos são paulinos. Ostentou por algum tempo uma invencibilidade em finais de campeonato que só foi quebrada com a derrota na decisão da Libertadores de 1994. Foi destaque do São Paulo Futebol Clube em dois dos melhores times brasileiros de todos os tempos, São Paulo de Cilinho e São Paulo de Telê.
Também jogou rapidamente no futebol japonês, pelo Kashiwa Reysol.
Se destacou também em sua passagem pela Palmeiras, onde conquistou o Campeonato Paulista de 1996 e formou o badalado ataque dos 100 gols com Rivaldo, Djalminha e Luizão. Nessa última fase de sua carreira foi apelidado de "garçom", dada a frequência que deixava seus companheiros em condição de fazer gols.
Voltou Para o Tricolor ainda em 1996 para a disputa do Campeonato Brasileiro, mas com pouco destaque, sendo negociado com o futebol italiano para o Perugia, recém-promovido à elite.
Müller chegou na metade da temporada, num contrato de três anos e na iminência de um novo rebaixamento pelo clube da Umbria, fez apenas seis jogos e logo cavou sua volta ao futebol brasileiro.
Retornando ao Brasil para atuar pelo Santos em 1997, se destacando com ex-companheiros de São Paulo como Macedo, Zetti e Jamelli. No Campeonato Brasileiro daquele ano, foi o cérebro do time e marcou dez gols, sendo premiado com a Bola de Prata.
Os últimos títulos antes de se aposentar foram com o Cruzeiro: a Copa do Brasil em 2000 e a Copa Sul-Minas de 2001.
Em 2003, depois de cinco meses parados, atuou pela Portuguesa no segundo semestre.
Em 6 de fevereiro de 2015 surpreende a todos quando assina com o Fernandópolis retornando ao futebol depois de 11 anos com 49 anos de idade.

#### Seleção Brasileira
Pela Seleção Brasileira, disputou três Copas do Mundo: México-86, Itália-90, quando foi titular no ataque ao lado de Careca, e EUA-1994, quando foi reserva na conquista do tetracampeonato mundial. Jogou 59 partidas (3 não-oficiais) com a camisa verde-amarela e marcou 12 gols (2 em Copas).
Müller atuava no Torino, que disputou a Segunda divisão da Itália em 1989/90, e é o único jogador convocado pelo Brasil para uma Copa do Mundo enquanto atuava na segunda divisão.

### Treinador
Em 2009, o ex-atacante foi contratado como técnico daquela que já foi uma das equipes mais tradicionais do interior paranaense, o Grêmio Maringá. Tal contratação fez parte de um plano que almejava levar novamente o clube à elite do futebol paranaense. Não obteve sucesso e foi demitido em 8 de janeiro de 2010.
Passou ainda no Sinop, time que revelou seu colega de São Paulo Rogério Ceni em 1990.
No ano de 2011, assumiu o Imbituba, que disputa a Primeira Divisão do Campeonato Catarinense de Futebol.
Em 2014 retornou ao Grêmio Maringá e ocupou o cargo de diretor técnico do clube.
No dia 16 de maio de 2015 é anunciado como novo treinador do Blumenau Esporte Clube para a disputa da Série B de Santa Catarina. No entanto, rompeu o contrato antes da estreia do time na série B do Catarinense.

### Outros
Participou como comentarista no programa esportivo Apito Final, da TV Bandeirantes, ao lado de Luciano do Valle, durante a Copa do Mundo de 2006; exerceu a função também no canal de TV a cabo SporTV.
Apresentou uma passagem sem grande destaque pelo Santo André, no cargo de diretor-executivo do clube, onde era responsável pelas categorias de base e do futebol profissional.
Foi recontratado em 2011 pelo SporTV para as transmissões da Série B do Brasileirão.
Em dezembro de 2016, foi anunciado como Gerente de Futebol do Sete de Setembro.
Em 27 de junho de 2017, é anunciado como novo comentarista da TV Gazeta, onde participou do Mesa Redonda.
Em 18 de setembro de 2020, foi contratado como novo comentarista da Rede Bandeirantes. Müller ficou até outubro quando decidiu sair e retornar para a TV Gazeta.
Em 24 de novembro, ele acertou com a RecordTV para a transmissão do Paulistão 2022. Em 25 de abril de 2022, foi anunciado que Muller deixará a Record no dia 30, já que o contrato válido para a cobertura do Paulistão terminou e com isso, ele voltará pela terceira vez a TV Gazeta.

## Títulos
São Paulo
- Campeonato Paulista: 1985[6], 1987, 1991[22]  e 1992[23]
- Campeonato Brasileiro: 1986 e 1991
- Copa Libertadores da América: 1992 e 1993
- Copa Intercontinental: 1992 e 1993
- Supercopa da Libertadores da América: 1993
- Copa dos Campeões Mundiais: 1996

Palmeiras
- Campeonato Paulista: 1996[24]

Cruzeiro
- Recopa Sul-Americana: 1998
- Copa do Brasil: 2000

Seleção Brasileira
- Copa do Mundo FIFA: 1994

## Prêmios
- Bola de Prata da revista Placar: 1997[10]
- Equipe Ideal da América: 1993
- Melhor jogador da liga Calcio (Campeonato italiano): 1989

## Artilharias
- Campeonato Brasileiro: 1987 (10 gols)

## Família
É irmão do ex-jogador vascaíno Cocada, que marcou o gol da vitória sobre o Flamengo na final do Campeonato Carioca de 1988.